# La Monnaie de leur pièce
Pour plus de détails, voir Fiche technique et Distribution.
La Monnaie de leur pièce est un film français réalisé par Anne Le Ny, sorti en 2018. C'est le dernier film avec Anémone

## Synopsis
Tante Bertille, très riche, vient de mourir. Ses neveux et nièce Paul, Nicolas et Charlotte (la trentaine et tous de la même fratrie) ont toujours pensé qu’ils hériteraient d'elle. Leurs vies sont mornes et semblent sans avenir ; cet argent est donc attendu avec grand espoir. 
Toutefois l'ouverture du testament réserve une surprise de taille : tante Bertille a légué toute sa fortune et ses biens à Éloïse, une cousine éloignée déjà riche, du même âge qu'eux mais déjà veuve sans enfant. Ils ne l’avaient pas revue depuis longtemps et elle était leur souffre-douleur dans l'enfance. Elle accepte de les aider financièrement, si, leur dit-elle, ils lui amènent des projets constructifs sur lesquels elle pourra investir. Le seul espoir de la fratrie est de plaire à cette cousine afin de lui soutirer un maximum d'argent. 
Après une nuit de beuverie, Nicolas couche avec Éloïse qui finance uniquement son projet. Nicolas se sentant enfin maître de son destin, commence à prendre en main la direction de la fratrie, rôle que s'était attribué l'aîné Paul depuis l'enfance au moment de la mort de leur père. S'ensuit alors toute une série de chamboulement (ruptures amoureuses, disputes...).
Jusqu'où Éloïse tirera-t-elle les ficelles de sa vengeance ? Le veut-elle vraiment d'ailleurs ? Ne souffre-t-elle pas simplement de solitude et ne rêve-t-elle pas de rentrer définitivement dans la fratrie ? Pour cela, il n’y a qu’un moyen.

## Fiche technique
- Réalisation et scénario : Anne Le Ny
- Montage : Véronique Lange
- Musique : Éric Neveux
- Production : Bruno Levy
- Sociétés de production : Move Movie, UGC, France télévisions, Canal+ ; SOFICA : Sofitvciné 4
- Société de distribution : UGC Distribution
- Date de sortie :
  - France : 10 janvier 2018

## Distribution
- Julia Piaton : Eloïse
- Baptiste Lecaplain : Nicolas
- Miou-Miou : Brigitte
- Margot Bancilhon : Charlotte
- Yannik Landrein : Paul
- Alice Belaïdi : Asia
- Anémone : Bertille
- François Morel : voix du narrateur
- Sâm Mirhosseini : Goran
- Anthony Vuignier : Edouard
- Cecile Rittweger : Galeriste
- Flore Babled : Dorothée
- Muriel Gaudin : Brigitte jeune
- Pablo Beugnet : Paul enfant
- Basile Chivoret : Nicolas enfant
- Nina Briand : Charlotte enfant
- Chloé Guillossou : Eloïse enfant
- Anne Le Ny : la voisine désagréable